# Lycée privé catholique Montplaisir
 (décembre 2024).
Le lycée Montplaisir est situé à Valence, dans le département de la Drôme, en région Auvergne-Rhône-Alpes. Il est installé dans les  locaux de l’ancien Grand séminaire, 75 rue Montplaisir. Établissement sous contrat d'association avec le Ministère de l'Éducation Nationale, il est labellisé lycée des métiers des technologies médico-sociales, de l’administration et de la gestion de l’entreprise (arrêté du 24-4-2007). C'est un département de l'Ensemble Montplaisir qui est constitué d'un lycée professionnel, d'un lycée technologique et d'un institut d'enseignement supérieur.

## Les origines
Ces bâtiments, dont la construction avait débuté en 1932, accueillirent les premiers séminaristes de retour à Valence en  septembre 1934. En effet, alors que  le séminaire de Valence avait été l’un des tout  premiers à être fondés, en 1639, il avait été déserté depuis 1790. Le Grand séminaire avait été "provisoirement" installé successivement à Viviers, à Romans-sur-Isère puis à Saint-Paul-Trois-Châteaux.
Les locaux du grand séminaire servirent de caserne puis furent successivement attribués à l’université, à un collège et plus tard utilisés comme bibliothèque puis musée. Le bâtiment finira par être détruit entre 1914 et 1927 pour laisser place à une salle des fêtes.
Le bâtiment actuel, qui date de 1934, a extérieurement un aspect monumental résolument moderne, bien que présentant encore des traces de style  néo-roman, ou même presque  néo-byzantin en honneur à la fin du XIXe siècle et au début du XXe. Il comprenait à l’origine deux chapelles superposées, dont seule l’ « église haute »  subsiste aujourd’hui. Les vitraux sont particulièrement remarquables  Le clocher des chapelles n’est, quant à lui, pas sans rappeler le minaret d’une mosquée.[réf. nécessaire]
Ce grand séminaire fonctionnera moins de 50 ans. En 1973, ses locaux accueillent le Cours Commercial Notre-Dame, fondé en 1953 et qui prendra le nom de lycée Montplaisir en 1980, éponyme de la rue où il est situé.[réf. nécessaire]

## L’héritage
- Monseigneur Camille Pic, évêque de Valence de 1932 à 1952[1], qualifié de « peu banal » dans les annales de l’évêché, progressiste, gardant sa confiance au maréchal Pétain mais sauvant des juifs pendant la guerre et soutenant des grévistes, est inhumé dans la « chapelle haute » du lycée,
- le 18 décembre 1937, Monseigneur Pic y ordonnait diacre l’abbé Pierre,
- de  1936 à 1939, il abrita le séminariste Michel Lémonon, qui fut parmi les premiers prêtres ouvriers. Il  deviendra après 1954 un universitaire reconnu, en particulier en Allemagne où il s’était installé. Il est probable qu’il ait inspiré le personnage de l’abbé Blomet du roman Les Communistes de Louis Aragon qui le connaissait en tant que résistant.

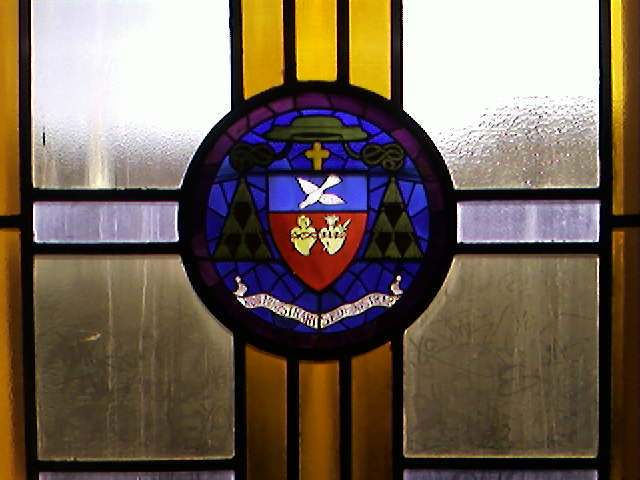
Détail d’un vitrail escalier sud

## Classement du lycée
En 2015, le lycée se classe 2e sur 20 au niveau départemental quant à la qualité d'enseignement, et 74e au niveau national. Le classement s'établit sur trois critères : le taux de réussite au bac, la proportion d'élèves de première qui obtient le baccalauréat en ayant fait les deux dernières années de leur scolarité dans l'établissement, et la valeur ajoutée (calculée à partir de l'origine sociale des élèves, de leur âge et de leurs résultats au diplôme national du brevet).

## Photographies

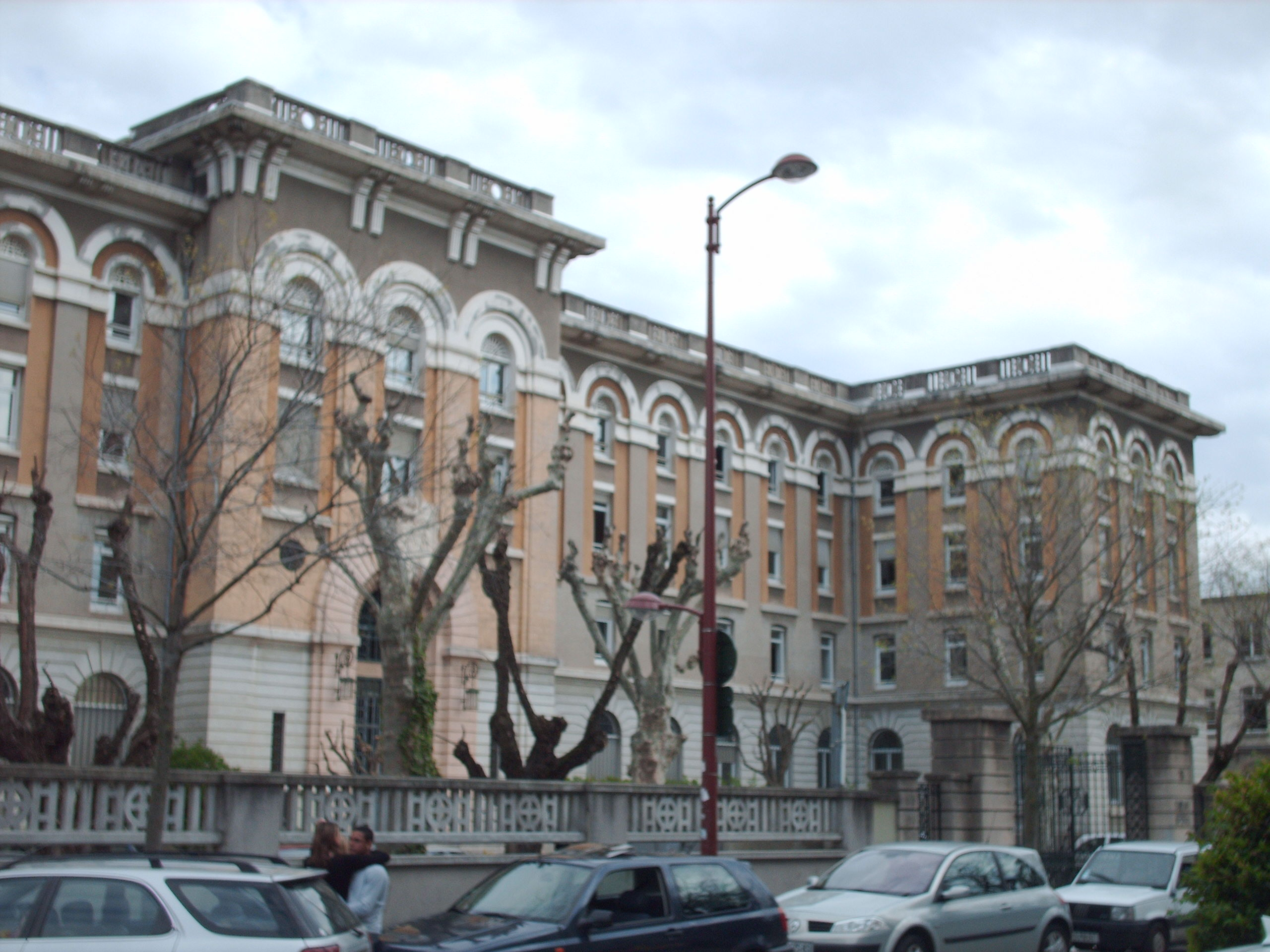
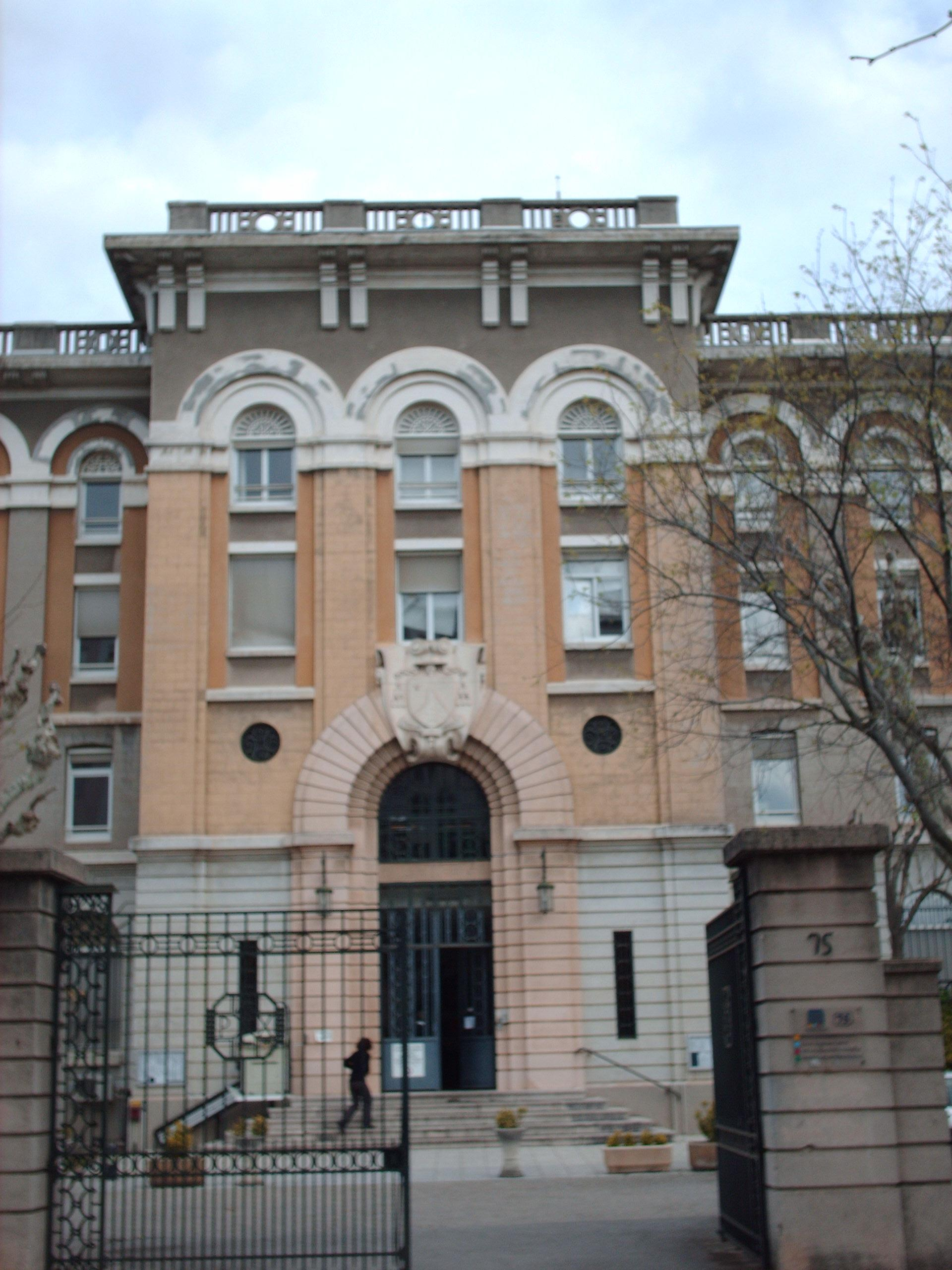
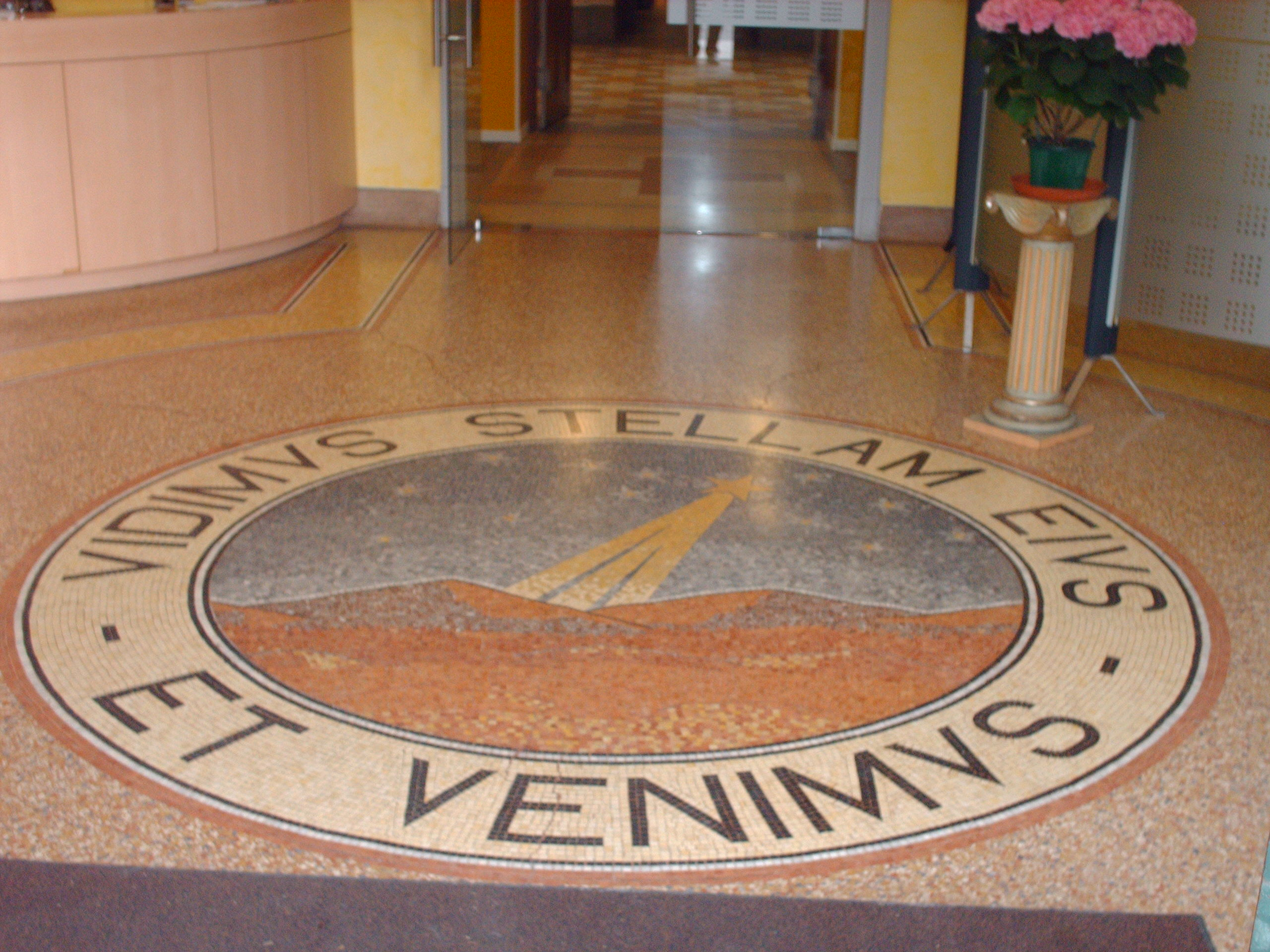
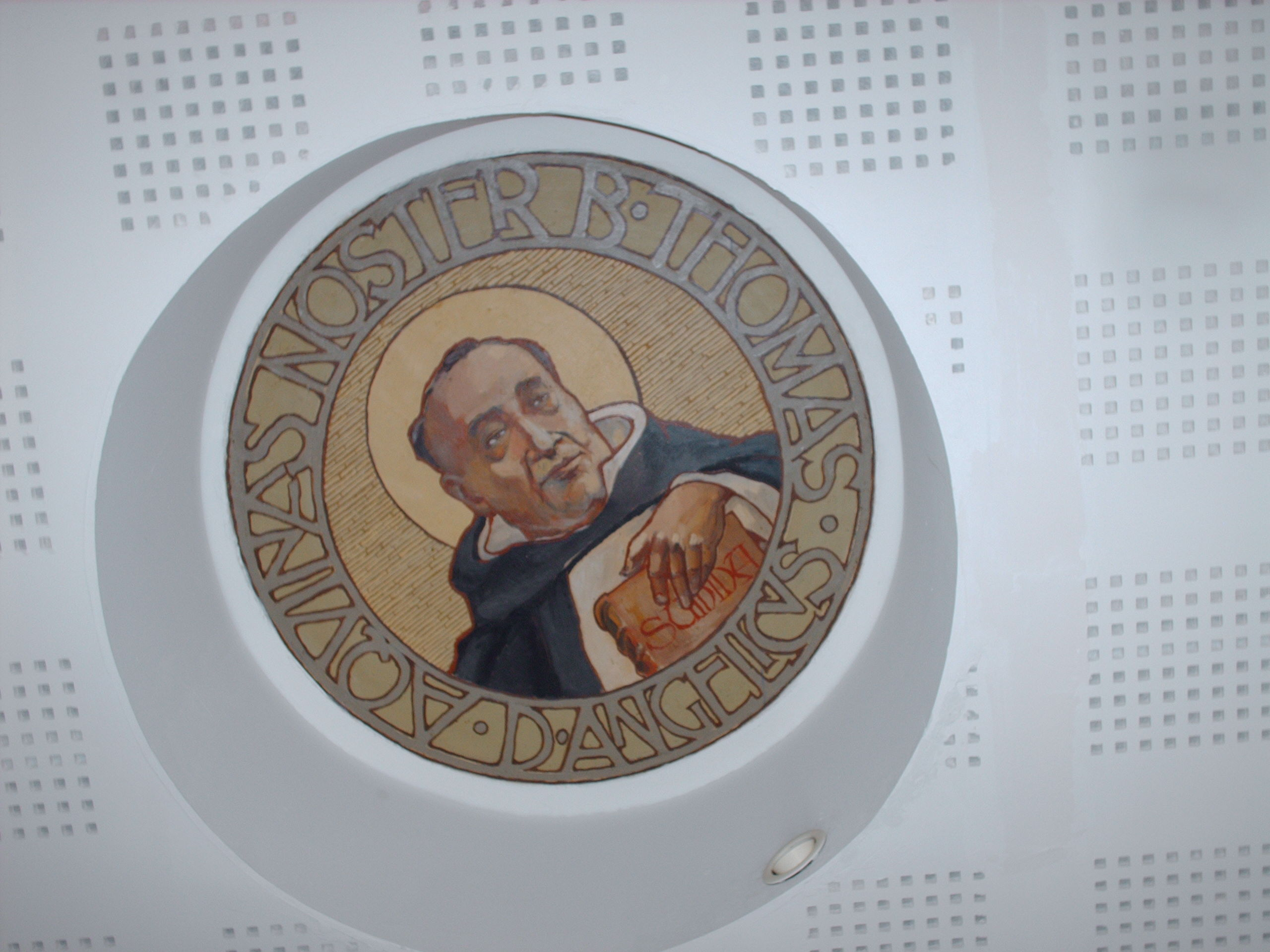
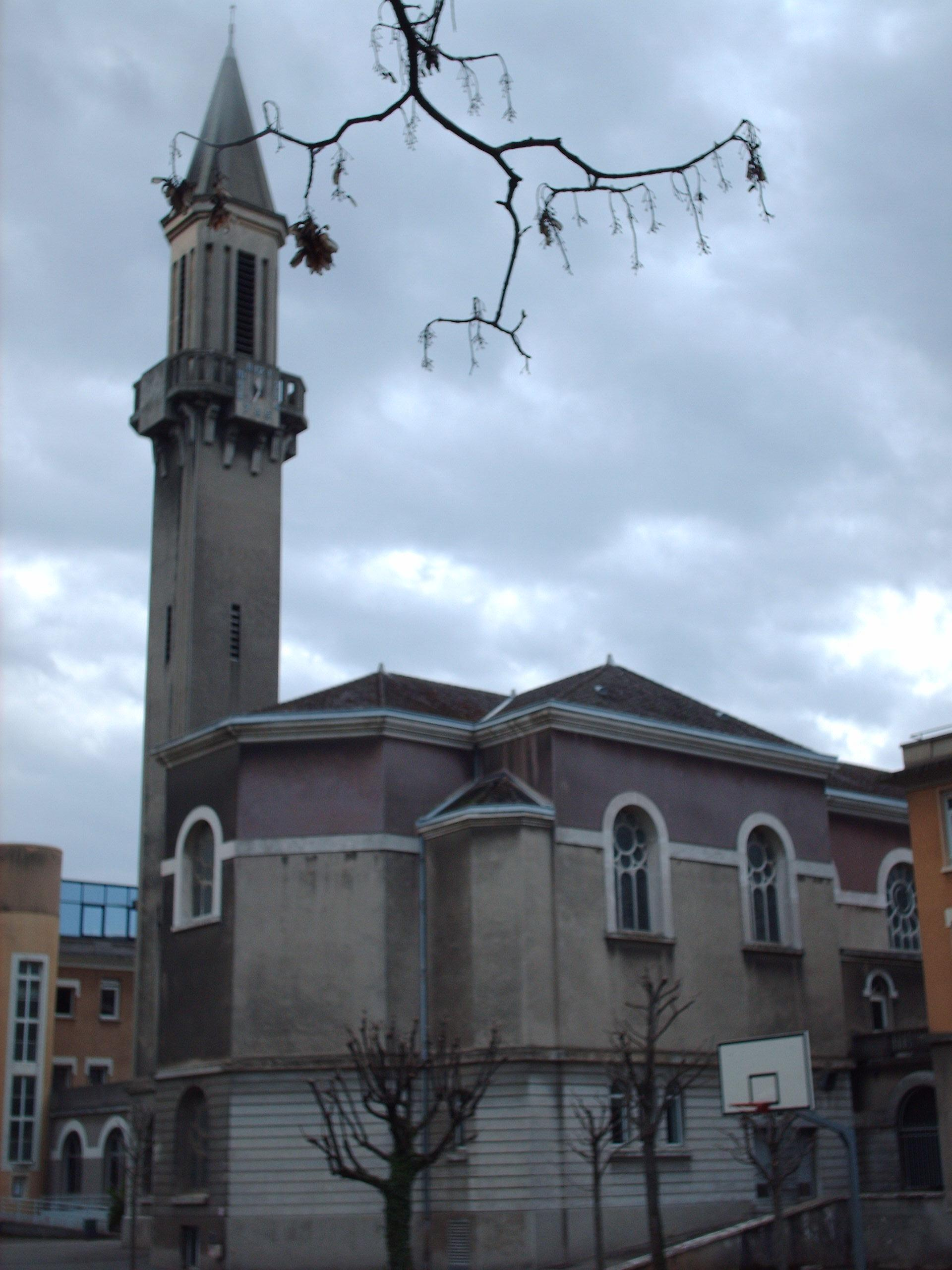
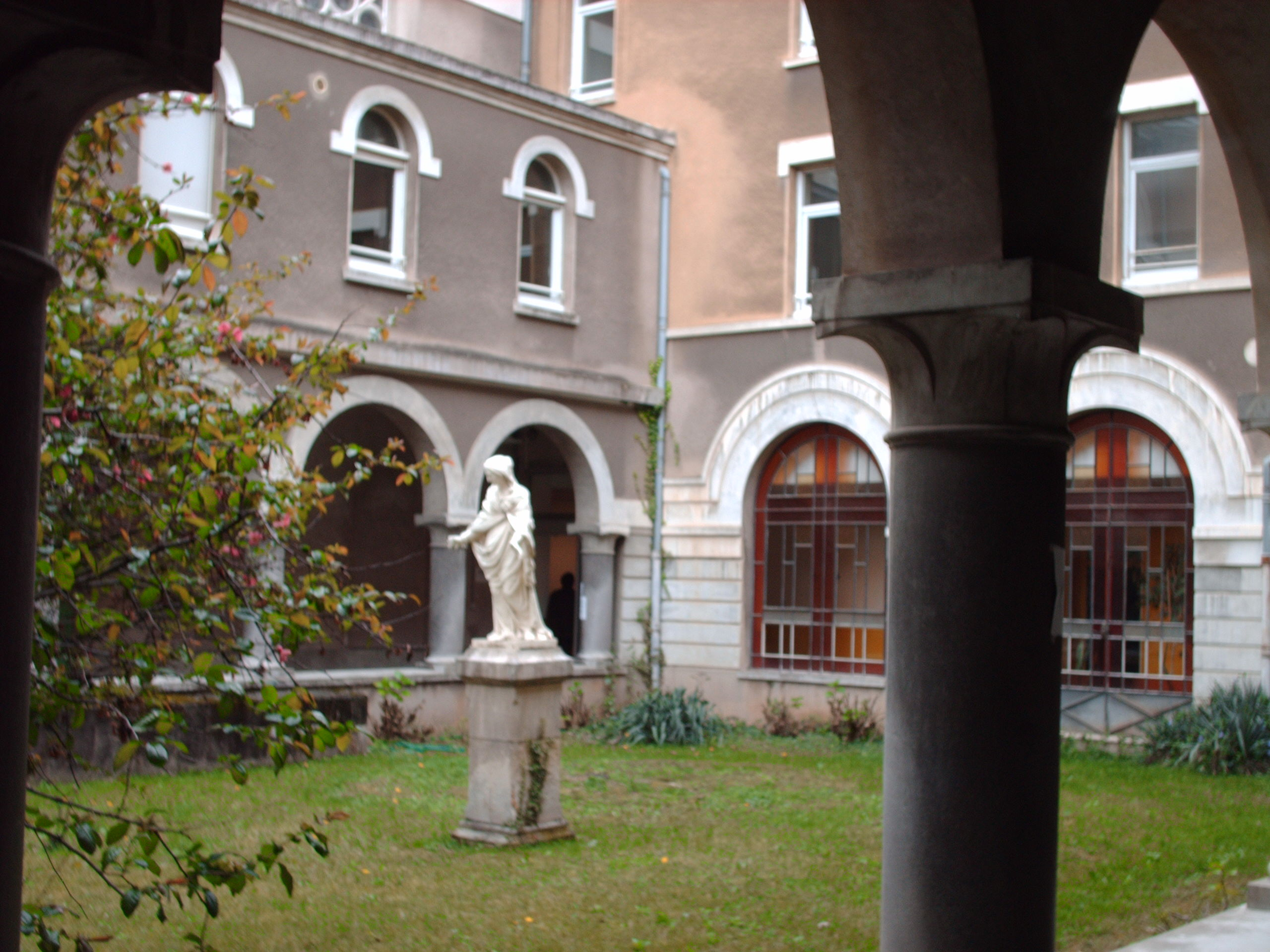
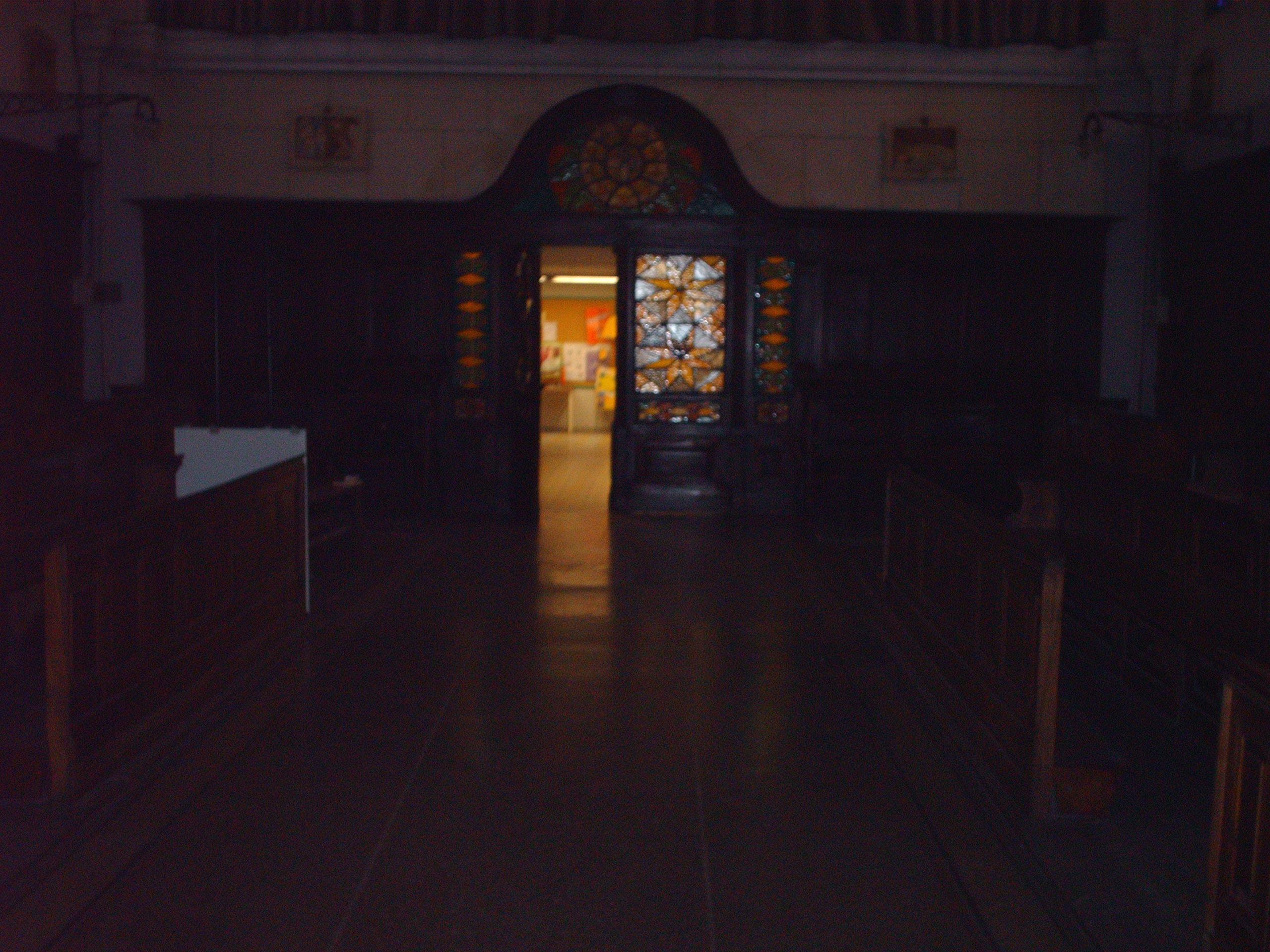
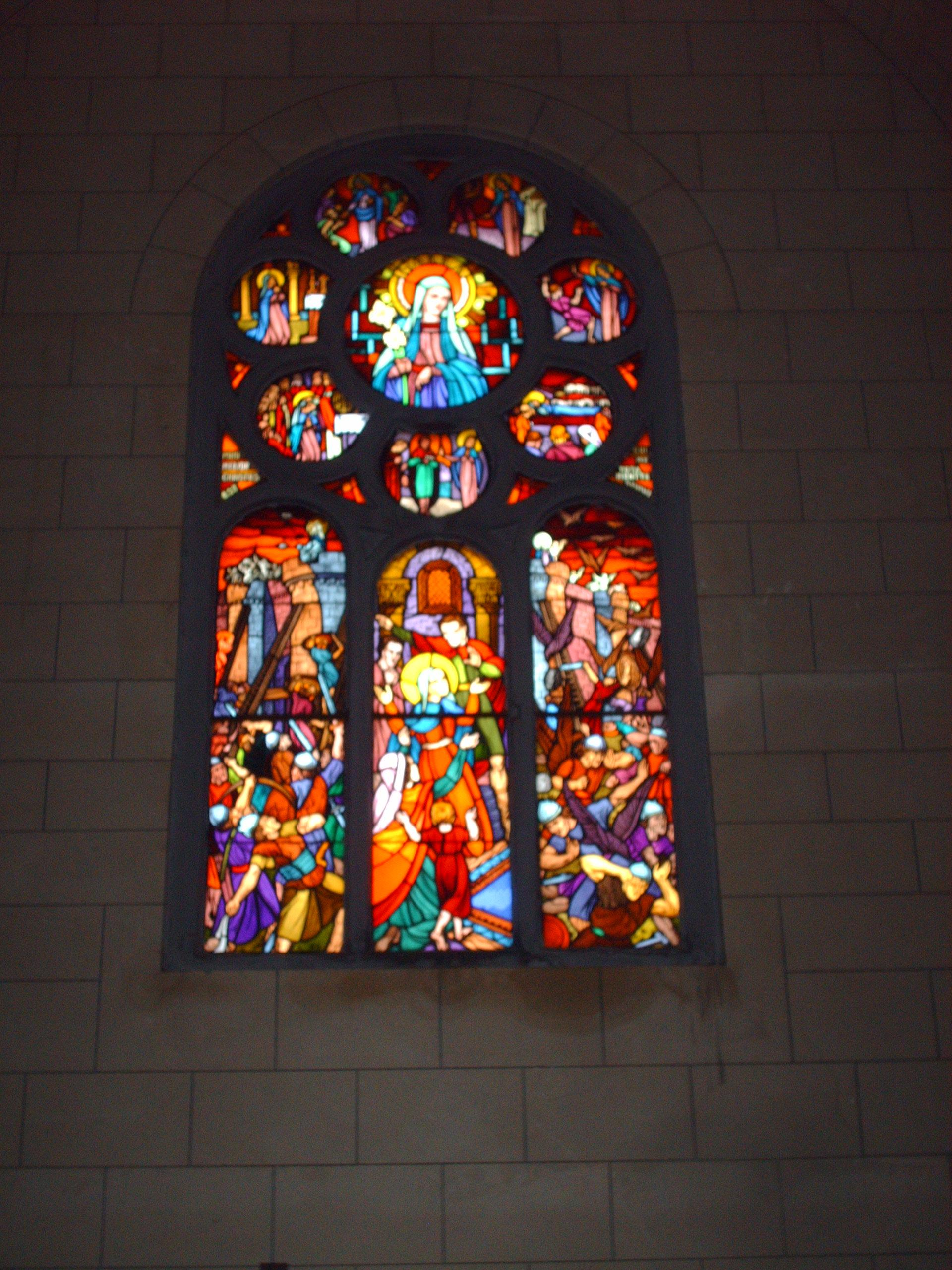
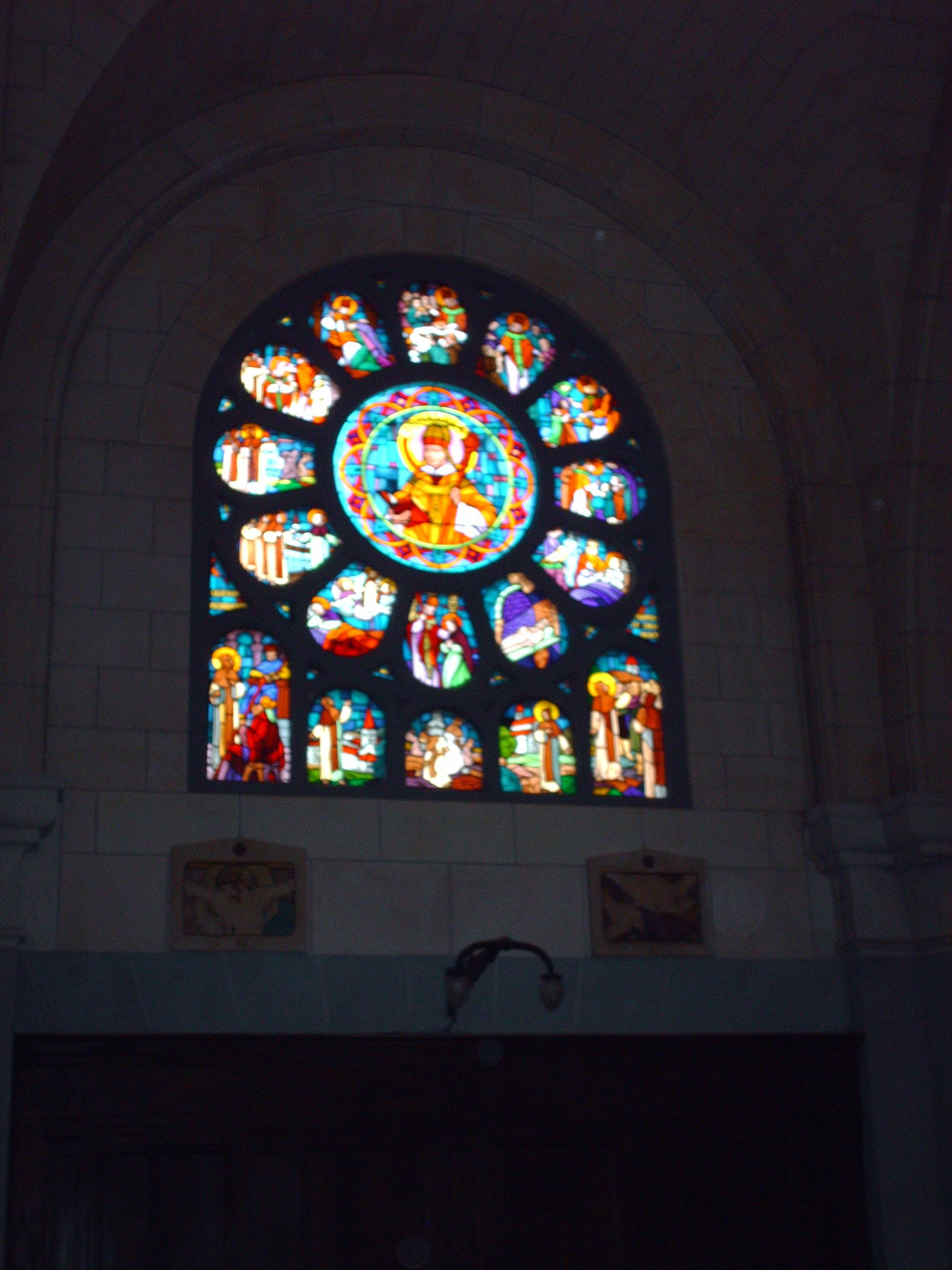
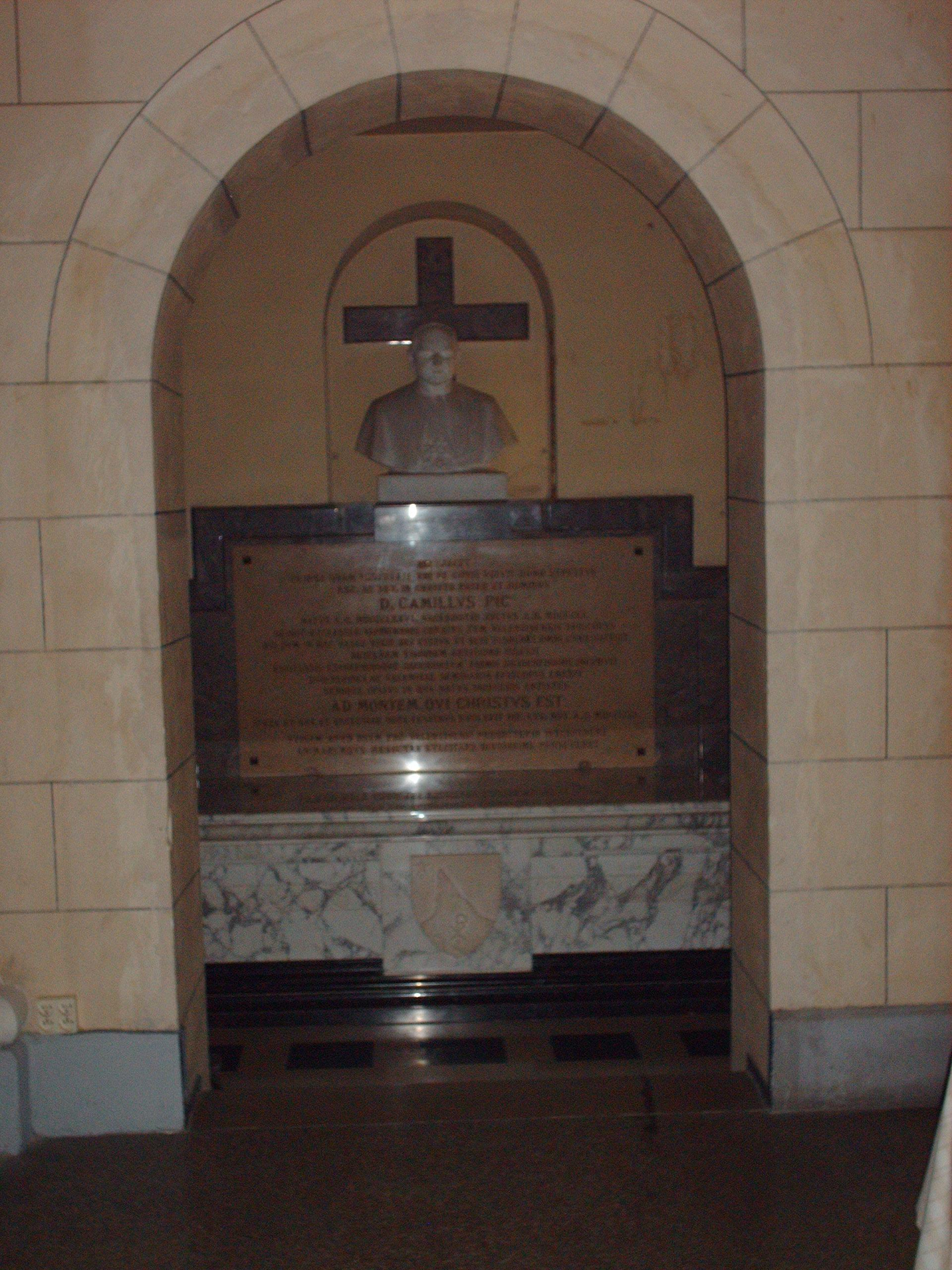
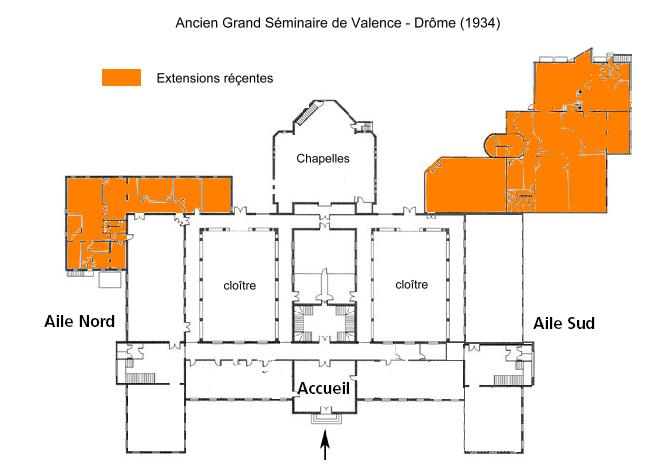